# فينس كلارك
فينس كلارك (11 نوفمبر 1971 - )  (بالإنجليزية: Vince Clarke)‏ هو لاعب كريكت بريطاني.